# Taikinasaari (ö i Södra Savolax, S:t Michel, lat 61,55, long 27,70)
Taikinasaari är en ö i Finland. Den ligger i sjön Saimen och i kommunen Sankt Michel i den ekonomiska regionen  S:t Michel och landskapet Södra Savolax, i den södra delen av landet, 210 km nordost om huvudstaden Helsingfors. Öns area är 4,3 hektar och dess största längd är 390 meter i sydöst-nordvästlig riktning.